# 箱根 駒ヶ岳ロープウェー

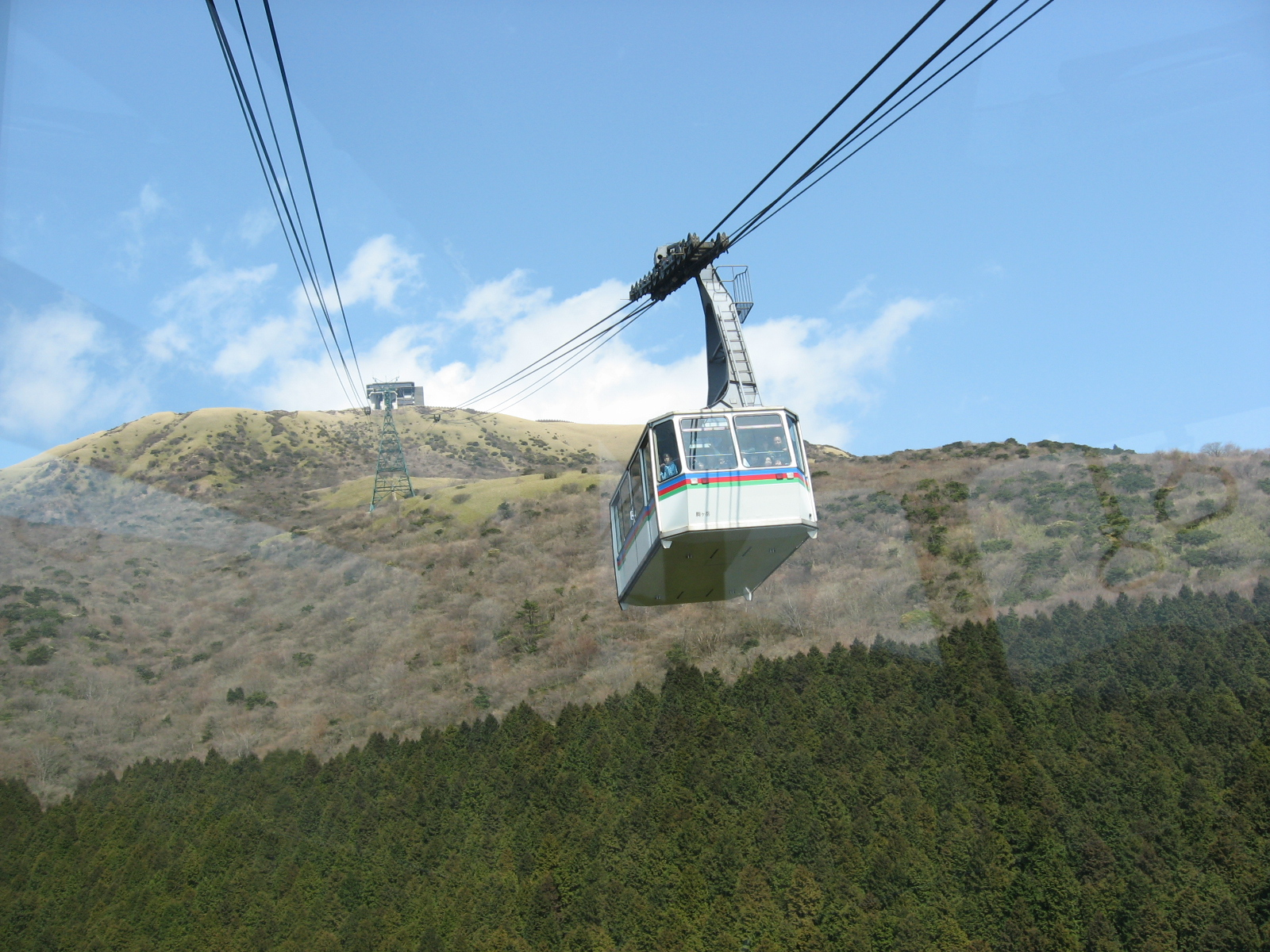
箱根 駒ヶ岳ロープウェー

箱根 駒ヶ岳ロープウェー（はこね こまがたけロープウェー）は、神奈川県足柄下郡箱根町の箱根駒ヶ岳を登る、西武・プリンスホテルズワールドワイドが運営する全長1,783 mの索道である。2016年1月までは、伊豆箱根鉄道の駒ヶ岳索道線（こまがたけさくどうせん）として運営されていた。
同索道は箱根火山の中央火口丘である標高1,327 mの駒ヶ岳の頂上部と、芦ノ湖畔の箱根園と結び、山頂部は箱根周辺の市街地や富士山などを見渡せるなど展望に優れ多くの観光客が訪れる。また、箱根神社元宮（もとつみや）などもある。
2005年には、同じ伊豆箱根鉄道が運営した駒ヶ岳ケーブルカーが廃止され、駒ヶ岳山頂への唯一の交通手段となった。

## 運転方式

箱根駒ヶ岳ロープウェーの比高断面図

- 箱根園駅 - 駒ヶ岳頂上駅間で運転している。15 - 20分ごとの運行で所要時間7分。
  - 三線交走式
  - 搬器（ゴンドラ）は定員101名の大型で、「駒ヶ岳」「芦ノ湖」の2台。塗装は長らく3色帯のライオンズカラーであったが、プリンスホテル移管後の2016年4月より、富士山などのイラストとともに箱根園のキャラクター「縁結びのエンチャン」（「駒ヶ岳」）、箱根ジオパークのマスコット「はこジ郎」（「芦ノ湖」）をあしらった新デザインに変更している[3]。なお座席は少なく基本的に立席。

## 歴史
- 1962年（昭和37年）3月8日：事業許可。
- 1963年（昭和38年）4月27日：箱根駒ヶ岳ロープウェー開業[4]。
- 1986年（昭和61年）10月：搬器を更新。
- 2016年（平成28年）2月1日：伊豆箱根鉄道からプリンスホテルへ事業移管。
- 2020年（令和2年）10月5日：駒ヶ岳頂上駅での運転室部品破損のため上下線のゴンドラが出発直後に停止。乗客はスタッフの誘導により非常ドアからロープを使って1人ずつ降下した[5]。翌日より運休となったが、10月28日より運転再開[6]。
- 2022年（令和4年）4月1日：プリンスホテル（現法人：西武不動産）から西武・プリンスホテルズワールドワイドへ事業移管。
- 2023年（令和5年）6月25日：年次点検実施中に部品交換が必要なことが判明したため運休[7]。9月20日運転再開。

## 駅

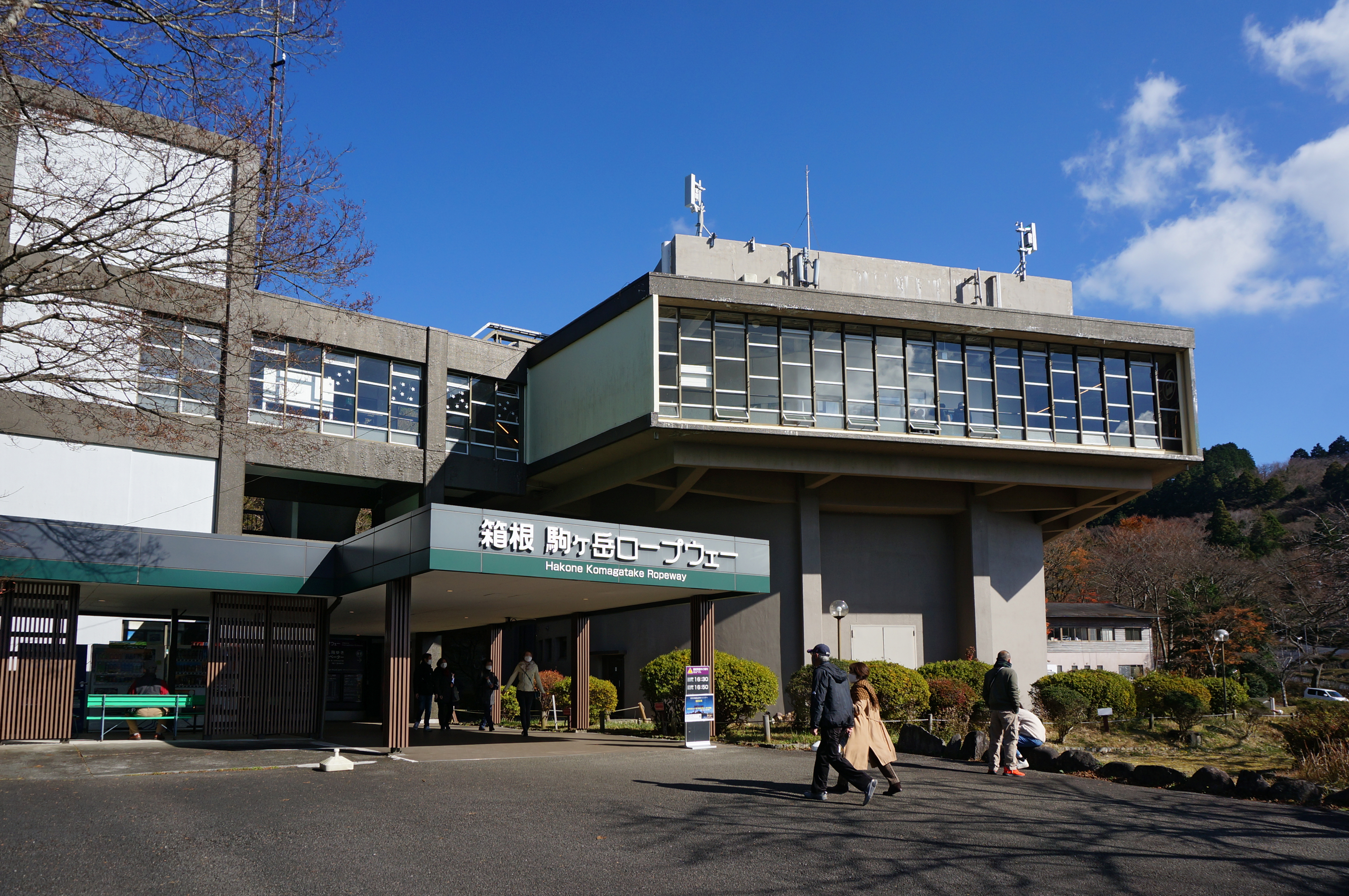
箱根園駅

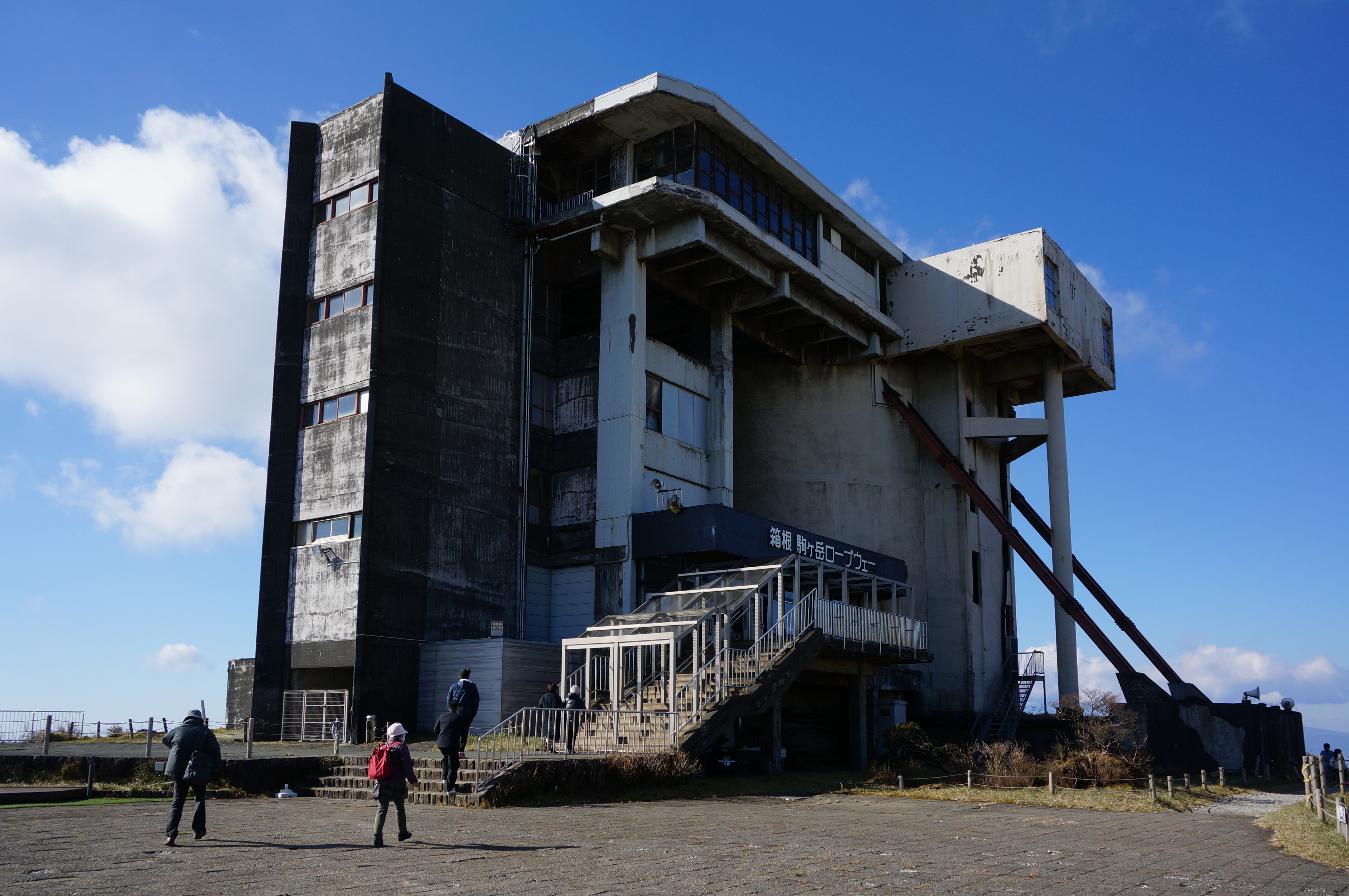
駒ヶ岳頂上駅

- 箱根園駅（北緯35度12分47.5秒 東経139度0分36.8秒 / 北緯35.213194度 東経139.010222度） - 乗り換え：芦ノ湖遊覧船（箱根園港）、伊豆箱根バス、小田急ハイウェイバス
- 駒ヶ岳頂上駅（北緯35度13分25.2秒 東経139度1分26.3秒 / 北緯35.223667度 東経139.023972度） - 案内上は「頂上駅」「山頂駅」などと称されることがある。

## 備考
- 毎年元旦には駒ヶ岳山頂にて初日の出を拝む人のために、早朝運転が実施される。
- 西武グループの施設ではあるが、西武鉄道各駅[8]で発売されている「箱根フリーパス」[9]は使用できない。ただし、乗車券購入時に箱根フリーパスを提示することで、10%の割引運賃が適用される。
- 伊豆箱根鉄道の「箱根旅助け」の使用ができ、「箱根バスフリー」でも割引運賃が適用される[10]。

## ギャラリー

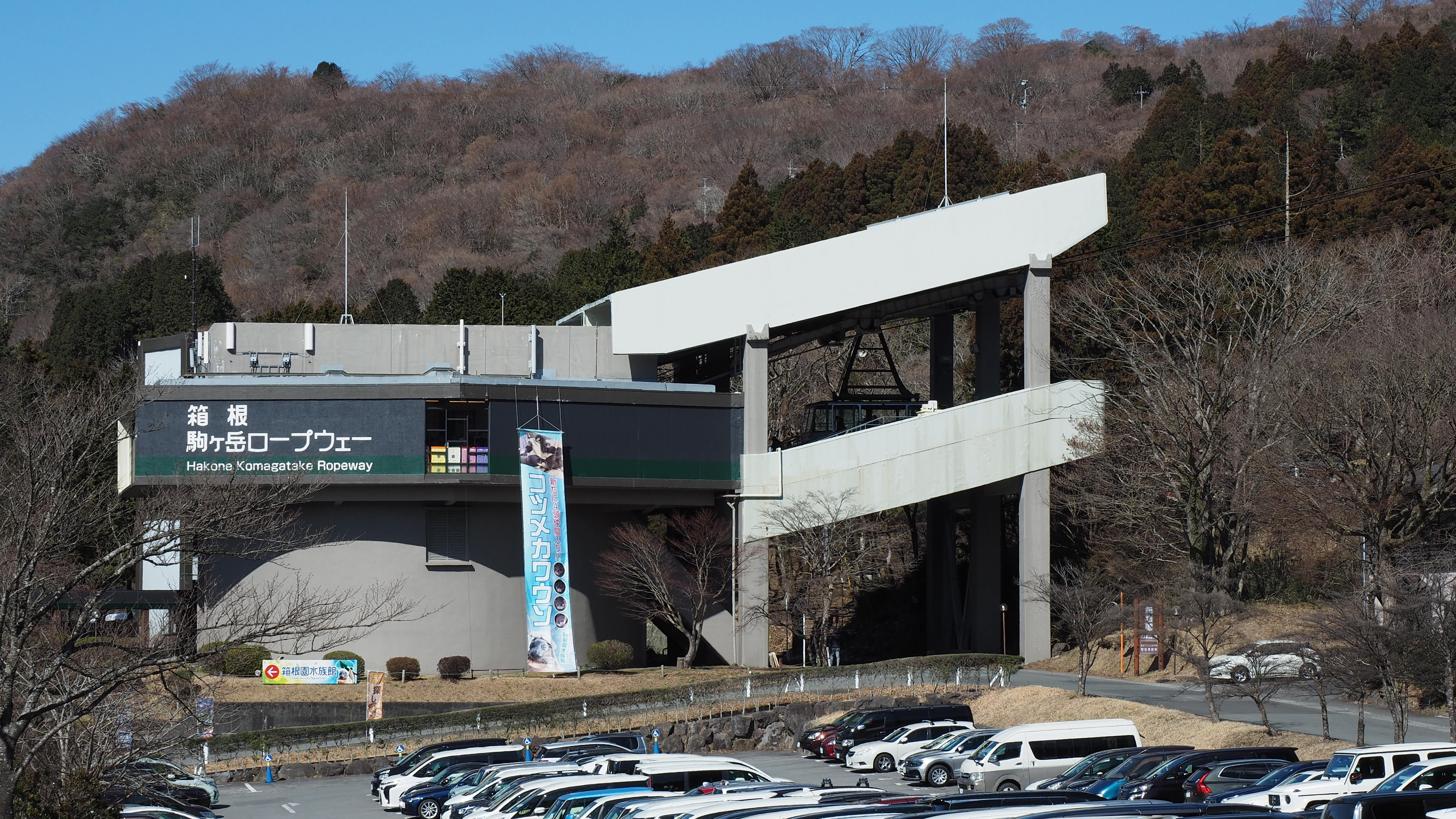
箱根園駅(2020年2月)
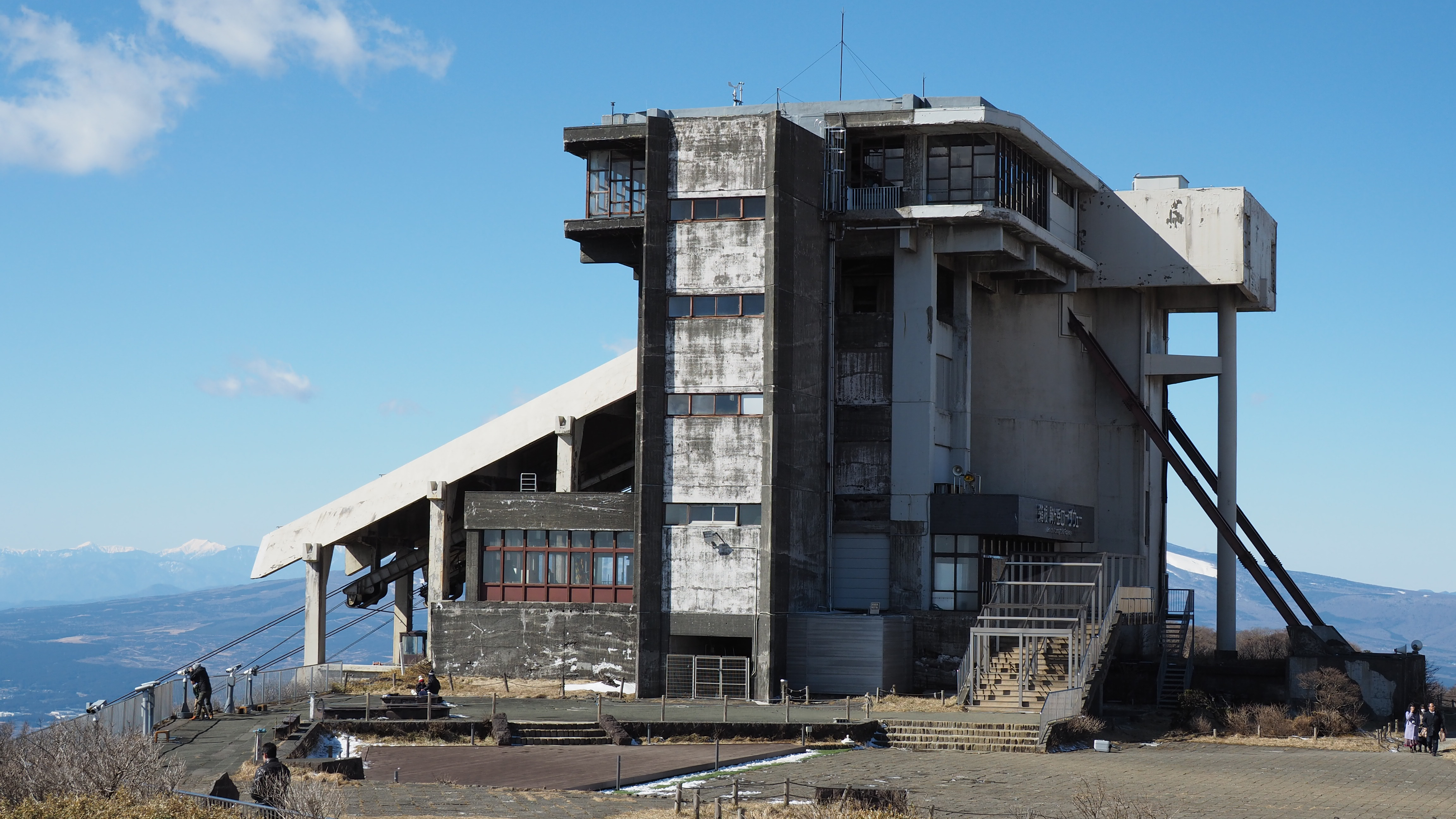
頂上駅(2020年2月)
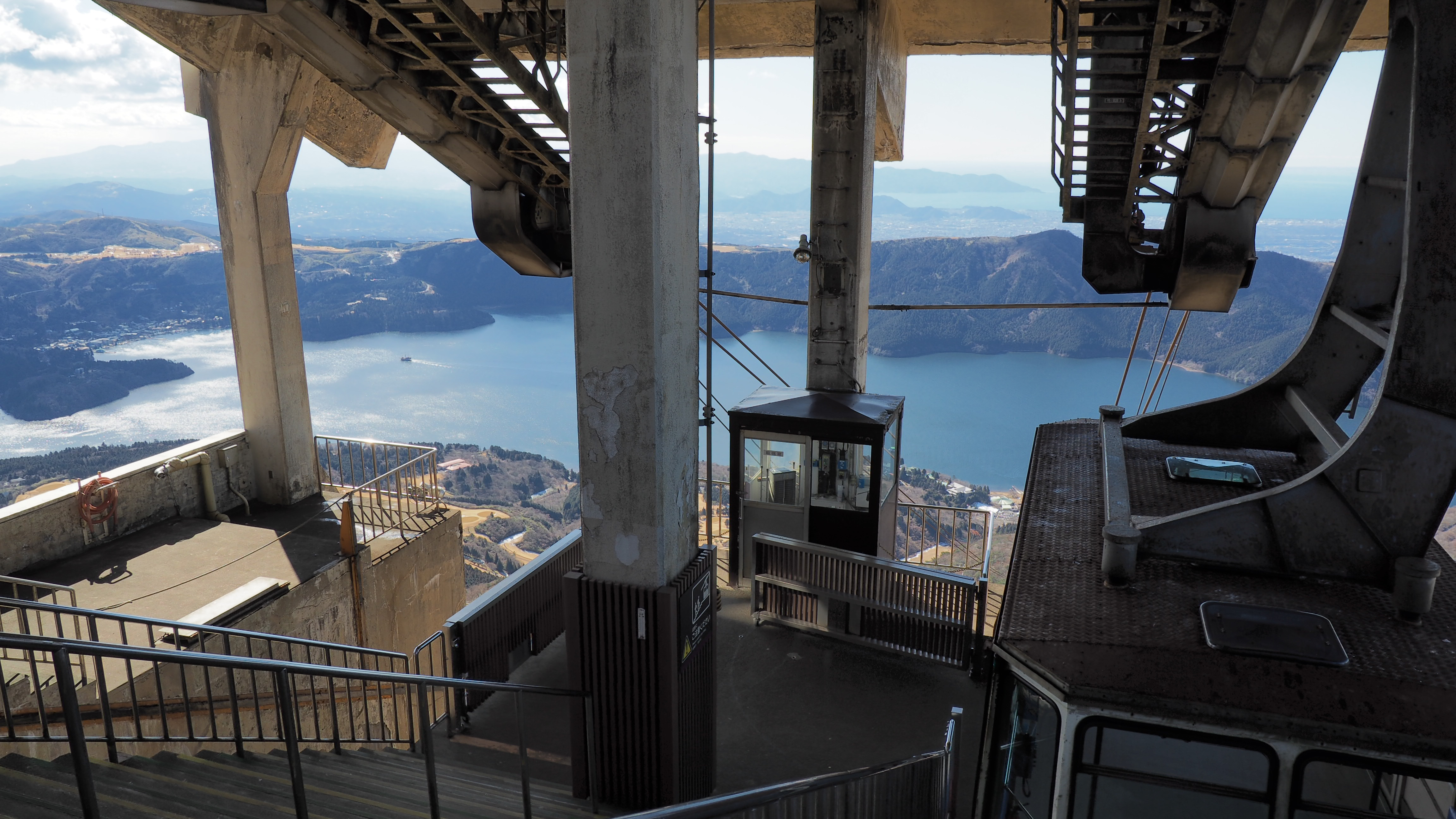
頂上駅(2020年2月)
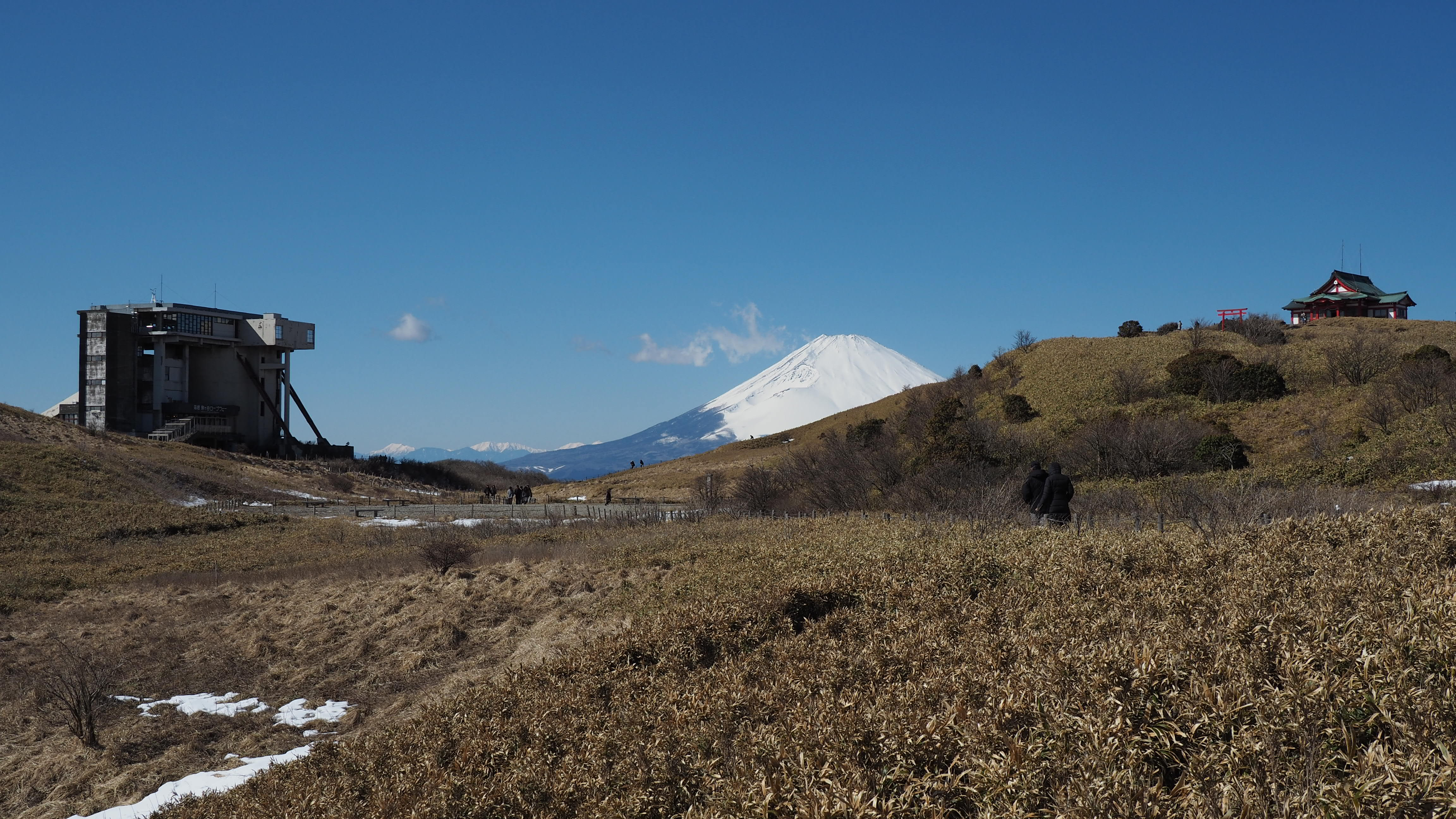
左側に頂上駅、右側に箱根元宮(2020年2月)